# Lac Étienniche
Pour les articles homonymes, voir Étienniche.
Le lac Étienniche est un plan d'eau douce du bassin versant de la rivière Péribonka, situé sur la rive Nord-Ouest du fleuve Saint-Laurent, dans le territoire non organisé de Passes-Dangereuses, dans la municipalité régionale de comté (MRC) de Maria-Chapdelaine, dans la région administrative de la Saguenay–Lac-Saint-Jean, dans la province de Québec, au Canada. Le lac Étienniche s’étend entièrement dans la partie Nord de la zec des Passes (secteur Étienniche).
La foresterie constitue la principale activité économique du secteur ; les activités récréotouristiques en second.
La zone du lac Étienniche est desservie par des routes forestières secondaires pour les besoins de la foresterie et des activités récréotouristiques. La route forestière R0250 (chemin "Chute des Passes") passe du côté Ouest du lac, pour les besoins de la foresterie et des activités récréotouristiques ; cette route enjambe la baie de la décharge de la rivière D'Ailleboust sur la rive Ouest du lac,,.
La surface du lac Étienniche est habituellement gelée de la fin novembre au début avril, toutefois la circulation sécuritaire sur la glace se fait généralement de la mi-décembre à la fin mars.

## Géographie
Les principaux bassins versants voisins du lac Étienniche sont :
- côté Nord : rivière Étienniche, rivière au Serpent, rivière Péribonka, lac Péribonka ;
- côté Est : ruisseau du Portage, rivière au Serpent, rivière Manouane, rivière du Portage ;
- côté Sud : rivière Alex, rivière Péribonka, rivière du Sault ;
- côté Ouest : rivière D'Ailleboust, lac D'Ailleboust, lac Brûle-Neige, rivière Brûle-Neige[1].

Le lac Étienniche comporte une longueur de 14,3 km, une largeur maximale de 4,3 km et une altitude de 318 m. Ce lac étroit, orienté dans l’axe Nord-Sud, s’alimente surtout du côté Ouest avec la rivière D'Ailleboust. Il comporte aussi une presqu'île rattachée à la rive Est s'étirant sur 1,2 km vers l'Ouest ; cette presqu'île forme un détroit d'environ 0,24 km en largeur près d'une baie pénétrant sur 1,9 km le rive Ouest. La rive Est comporte des falaises escarpées. Un barrage est aménagé à son embouchure.
L’embouchure du lac Étienniche est localisée au Nord du lac, soit à :
- 5,4 km au Sud-Ouest de l’embouchure de la rivière Étienniche (confluence avec la rivière au Serpent ;
- 10,9 km à l’Ouest du cours de la rivière Péribonka ;
- 37,5 km au Sud-Est de l’embouchure du lac Péribonka (traversé par la rivière Péribonka) ;
- 33,5 km à l’Ouest d’une baie de la rive Nord-Ouest du réservoir Pipmuacan ;
- 15,3 km au Nord-Ouest de l’embouchure de la rivière Manouane (confluence avec la rivière Péribonka) ;
- 104,9 km au Nord de l’embouchure de la rivière Péribonka ;
- 130,7 km au Nord-Ouest du centre-ville de Saguenay[1].

À partir de l’embouchure du lac Étienniche, le courant suit le cours de la rivière Étienniche sur 8,2 km vers le Nord, la rivière au Serpent sur 16,3 km vers le Sud-Est, le cours de la rivière Péribonka sur km vers le Sud, traverse le lac Saint-Jean sur 29,3 km vers l’Est, puis emprunte sur 155 km le cours de la rivière Saguenay vers l’Est jusqu'à la hauteur de Tadoussac où il conflue avec le fleuve Saint-Laurent.

## Toponymie
Le toponyme « Lac Étienniche » a été officialisé le 5 décembre 1968 par la Commission de toponymie du Québec.